# Pilophorus amoenus
Pilophorus amoenus är en insektsart som beskrevs av Philip Reese Uhler 1887. Pilophorus amoenus ingår i släktet Pilophorus och familjen ängsskinnbaggar. Inga underarter finns listade i Catalogue of Life.